# Aleksandr Pavlovič Guljaev
Aleksandr Pavlovič Guljaev, noto anche come Alexander Gulyaev e con lo pseudonimo Alexander Grin (San Pietroburgo, 18 novembre 1908 – San Pietroburgo, 18 febbraio 1998), è stato un ingegnere e compositore di scacchi russo (sovietico dal 1924 al 1991).

## Biografia
Si laureò nel 1930 all'Accademia Mineraria di Mosca in ingegneria metallurgica. Dal 1932 al 1948 lavorò all'istituto di aeronautica di Mosca nel dipartimento dei metalli non ferrosi, del quale fu direttore dal 1942 al 1948. Fondò una scuola di ricerche metallurgiche. Nel 1955 fondò una rivista scientifica di metallurgia, specializzata nel trattamento termico dei metalli non ferrosi, della quale fu redattore capo fino al 1990. Pubblicò in questo settore circa 400 articoli e 14 monografie.
Nel campo della problemistica pubblicò il suo primo lavoro nel 1924, un problema di matto in due. Compose anche diversi problemi di aiutomatto. Dai primi anni trenta cominciò a comporre studi e dal 1958 pubblicò tutti i suoi lavori con lo pseudonimo Alexander Grin. In tutto compose circa 1000 lavori, di cui circa 300 ottennero riconoscimenti. Dei suoi circa 200 studi pubblicati, otto vinsero il primo premio in concorsi internazionali.
Nel 1956 la FIDE lo nominò Giudice internazionale per la composizione, e nel 1998 Grande Maestro della composizione.

## Uno studio di Aleksandr Guljaev
|   | a | b | c | d | e | f | g | h |   |
| 8 | e6 torre del bianco · f5 pedone del nero · g5 re del nero · d3 alfiere del bianco · h2 pedone del nero · c1 cavallo del nero · d1 re del bianco | e6 torre del bianco · f5 pedone del nero · g5 re del nero · d3 alfiere del bianco · h2 pedone del nero · c1 cavallo del nero · d1 re del bianco | e6 torre del bianco · f5 pedone del nero · g5 re del nero · d3 alfiere del bianco · h2 pedone del nero · c1 cavallo del nero · d1 re del bianco | e6 torre del bianco · f5 pedone del nero · g5 re del nero · d3 alfiere del bianco · h2 pedone del nero · c1 cavallo del nero · d1 re del bianco | e6 torre del bianco · f5 pedone del nero · g5 re del nero · d3 alfiere del bianco · h2 pedone del nero · c1 cavallo del nero · d1 re del bianco | e6 torre del bianco · f5 pedone del nero · g5 re del nero · d3 alfiere del bianco · h2 pedone del nero · c1 cavallo del nero · d1 re del bianco | e6 torre del bianco · f5 pedone del nero · g5 re del nero · d3 alfiere del bianco · h2 pedone del nero · c1 cavallo del nero · d1 re del bianco | e6 torre del bianco · f5 pedone del nero · g5 re del nero · d3 alfiere del bianco · h2 pedone del nero · c1 cavallo del nero · d1 re del bianco | 8 |
| 7 | e6 torre del bianco · f5 pedone del nero · g5 re del nero · d3 alfiere del bianco · h2 pedone del nero · c1 cavallo del nero · d1 re del bianco | e6 torre del bianco · f5 pedone del nero · g5 re del nero · d3 alfiere del bianco · h2 pedone del nero · c1 cavallo del nero · d1 re del bianco | e6 torre del bianco · f5 pedone del nero · g5 re del nero · d3 alfiere del bianco · h2 pedone del nero · c1 cavallo del nero · d1 re del bianco | e6 torre del bianco · f5 pedone del nero · g5 re del nero · d3 alfiere del bianco · h2 pedone del nero · c1 cavallo del nero · d1 re del bianco | e6 torre del bianco · f5 pedone del nero · g5 re del nero · d3 alfiere del bianco · h2 pedone del nero · c1 cavallo del nero · d1 re del bianco | e6 torre del bianco · f5 pedone del nero · g5 re del nero · d3 alfiere del bianco · h2 pedone del nero · c1 cavallo del nero · d1 re del bianco | e6 torre del bianco · f5 pedone del nero · g5 re del nero · d3 alfiere del bianco · h2 pedone del nero · c1 cavallo del nero · d1 re del bianco | e6 torre del bianco · f5 pedone del nero · g5 re del nero · d3 alfiere del bianco · h2 pedone del nero · c1 cavallo del nero · d1 re del bianco | 7 |
| 6 | e6 torre del bianco · f5 pedone del nero · g5 re del nero · d3 alfiere del bianco · h2 pedone del nero · c1 cavallo del nero · d1 re del bianco | e6 torre del bianco · f5 pedone del nero · g5 re del nero · d3 alfiere del bianco · h2 pedone del nero · c1 cavallo del nero · d1 re del bianco | e6 torre del bianco · f5 pedone del nero · g5 re del nero · d3 alfiere del bianco · h2 pedone del nero · c1 cavallo del nero · d1 re del bianco | e6 torre del bianco · f5 pedone del nero · g5 re del nero · d3 alfiere del bianco · h2 pedone del nero · c1 cavallo del nero · d1 re del bianco | e6 torre del bianco · f5 pedone del nero · g5 re del nero · d3 alfiere del bianco · h2 pedone del nero · c1 cavallo del nero · d1 re del bianco | e6 torre del bianco · f5 pedone del nero · g5 re del nero · d3 alfiere del bianco · h2 pedone del nero · c1 cavallo del nero · d1 re del bianco | e6 torre del bianco · f5 pedone del nero · g5 re del nero · d3 alfiere del bianco · h2 pedone del nero · c1 cavallo del nero · d1 re del bianco | e6 torre del bianco · f5 pedone del nero · g5 re del nero · d3 alfiere del bianco · h2 pedone del nero · c1 cavallo del nero · d1 re del bianco | 6 |
| 5 | e6 torre del bianco · f5 pedone del nero · g5 re del nero · d3 alfiere del bianco · h2 pedone del nero · c1 cavallo del nero · d1 re del bianco | e6 torre del bianco · f5 pedone del nero · g5 re del nero · d3 alfiere del bianco · h2 pedone del nero · c1 cavallo del nero · d1 re del bianco | e6 torre del bianco · f5 pedone del nero · g5 re del nero · d3 alfiere del bianco · h2 pedone del nero · c1 cavallo del nero · d1 re del bianco | e6 torre del bianco · f5 pedone del nero · g5 re del nero · d3 alfiere del bianco · h2 pedone del nero · c1 cavallo del nero · d1 re del bianco | e6 torre del bianco · f5 pedone del nero · g5 re del nero · d3 alfiere del bianco · h2 pedone del nero · c1 cavallo del nero · d1 re del bianco | e6 torre del bianco · f5 pedone del nero · g5 re del nero · d3 alfiere del bianco · h2 pedone del nero · c1 cavallo del nero · d1 re del bianco | e6 torre del bianco · f5 pedone del nero · g5 re del nero · d3 alfiere del bianco · h2 pedone del nero · c1 cavallo del nero · d1 re del bianco | e6 torre del bianco · f5 pedone del nero · g5 re del nero · d3 alfiere del bianco · h2 pedone del nero · c1 cavallo del nero · d1 re del bianco | 5 |
| 4 | e6 torre del bianco · f5 pedone del nero · g5 re del nero · d3 alfiere del bianco · h2 pedone del nero · c1 cavallo del nero · d1 re del bianco | e6 torre del bianco · f5 pedone del nero · g5 re del nero · d3 alfiere del bianco · h2 pedone del nero · c1 cavallo del nero · d1 re del bianco | e6 torre del bianco · f5 pedone del nero · g5 re del nero · d3 alfiere del bianco · h2 pedone del nero · c1 cavallo del nero · d1 re del bianco | e6 torre del bianco · f5 pedone del nero · g5 re del nero · d3 alfiere del bianco · h2 pedone del nero · c1 cavallo del nero · d1 re del bianco | e6 torre del bianco · f5 pedone del nero · g5 re del nero · d3 alfiere del bianco · h2 pedone del nero · c1 cavallo del nero · d1 re del bianco | e6 torre del bianco · f5 pedone del nero · g5 re del nero · d3 alfiere del bianco · h2 pedone del nero · c1 cavallo del nero · d1 re del bianco | e6 torre del bianco · f5 pedone del nero · g5 re del nero · d3 alfiere del bianco · h2 pedone del nero · c1 cavallo del nero · d1 re del bianco | e6 torre del bianco · f5 pedone del nero · g5 re del nero · d3 alfiere del bianco · h2 pedone del nero · c1 cavallo del nero · d1 re del bianco | 4 |
| 3 | e6 torre del bianco · f5 pedone del nero · g5 re del nero · d3 alfiere del bianco · h2 pedone del nero · c1 cavallo del nero · d1 re del bianco | e6 torre del bianco · f5 pedone del nero · g5 re del nero · d3 alfiere del bianco · h2 pedone del nero · c1 cavallo del nero · d1 re del bianco | e6 torre del bianco · f5 pedone del nero · g5 re del nero · d3 alfiere del bianco · h2 pedone del nero · c1 cavallo del nero · d1 re del bianco | e6 torre del bianco · f5 pedone del nero · g5 re del nero · d3 alfiere del bianco · h2 pedone del nero · c1 cavallo del nero · d1 re del bianco | e6 torre del bianco · f5 pedone del nero · g5 re del nero · d3 alfiere del bianco · h2 pedone del nero · c1 cavallo del nero · d1 re del bianco | e6 torre del bianco · f5 pedone del nero · g5 re del nero · d3 alfiere del bianco · h2 pedone del nero · c1 cavallo del nero · d1 re del bianco | e6 torre del bianco · f5 pedone del nero · g5 re del nero · d3 alfiere del bianco · h2 pedone del nero · c1 cavallo del nero · d1 re del bianco | e6 torre del bianco · f5 pedone del nero · g5 re del nero · d3 alfiere del bianco · h2 pedone del nero · c1 cavallo del nero · d1 re del bianco | 3 |
| 2 | e6 torre del bianco · f5 pedone del nero · g5 re del nero · d3 alfiere del bianco · h2 pedone del nero · c1 cavallo del nero · d1 re del bianco | e6 torre del bianco · f5 pedone del nero · g5 re del nero · d3 alfiere del bianco · h2 pedone del nero · c1 cavallo del nero · d1 re del bianco | e6 torre del bianco · f5 pedone del nero · g5 re del nero · d3 alfiere del bianco · h2 pedone del nero · c1 cavallo del nero · d1 re del bianco | e6 torre del bianco · f5 pedone del nero · g5 re del nero · d3 alfiere del bianco · h2 pedone del nero · c1 cavallo del nero · d1 re del bianco | e6 torre del bianco · f5 pedone del nero · g5 re del nero · d3 alfiere del bianco · h2 pedone del nero · c1 cavallo del nero · d1 re del bianco | e6 torre del bianco · f5 pedone del nero · g5 re del nero · d3 alfiere del bianco · h2 pedone del nero · c1 cavallo del nero · d1 re del bianco | e6 torre del bianco · f5 pedone del nero · g5 re del nero · d3 alfiere del bianco · h2 pedone del nero · c1 cavallo del nero · d1 re del bianco | e6 torre del bianco · f5 pedone del nero · g5 re del nero · d3 alfiere del bianco · h2 pedone del nero · c1 cavallo del nero · d1 re del bianco | 2 |
| 1 | e6 torre del bianco · f5 pedone del nero · g5 re del nero · d3 alfiere del bianco · h2 pedone del nero · c1 cavallo del nero · d1 re del bianco | e6 torre del bianco · f5 pedone del nero · g5 re del nero · d3 alfiere del bianco · h2 pedone del nero · c1 cavallo del nero · d1 re del bianco | e6 torre del bianco · f5 pedone del nero · g5 re del nero · d3 alfiere del bianco · h2 pedone del nero · c1 cavallo del nero · d1 re del bianco | e6 torre del bianco · f5 pedone del nero · g5 re del nero · d3 alfiere del bianco · h2 pedone del nero · c1 cavallo del nero · d1 re del bianco | e6 torre del bianco · f5 pedone del nero · g5 re del nero · d3 alfiere del bianco · h2 pedone del nero · c1 cavallo del nero · d1 re del bianco | e6 torre del bianco · f5 pedone del nero · g5 re del nero · d3 alfiere del bianco · h2 pedone del nero · c1 cavallo del nero · d1 re del bianco | e6 torre del bianco · f5 pedone del nero · g5 re del nero · d3 alfiere del bianco · h2 pedone del nero · c1 cavallo del nero · d1 re del bianco | e6 torre del bianco · f5 pedone del nero · g5 re del nero · d3 alfiere del bianco · h2 pedone del nero · c1 cavallo del nero · d1 re del bianco | 1 |
|   | a | b | c | d | e | f | g | h |   |

La situazione è particolarmente difficile, perché non si vede come impedire che il pedone in h2 promuova a Donna, dopodiché il nero vincerebbe facilmente. Il bianco riesce però a salvarsi con un'idea molto brillante.

Soluzione:

## Opere
- 300 Schachmatnych sadatsch (in italiano 300 Problemi di scacchi) , (con Michail Barulin), Leningrado-Mosca, 1933
- Kak reschat schachmatnyje sadatschi?, Mosca-Leningrado, 1936
- Sowjetski schachmatny etjud, Mosca, 1955
- Isbrannyje schachmatnyje sadatschi i etjudy, Mosca, 1956
- Snamenityje komposizii, Mosca, 1973
- Isbrannyje komposizii, Mosca, 1985

## Curiosità
Aleksandr Guljaev si sposò nel 1929 con la ballerina del Bolshoi Olga Aleksandrovna Baryscheva. Entrambi nacquero nello stesso giorno (18 novembre 1908) e morirono nello stesso giorno (18 febbraio 1998).